# Metropolia petersburska
Metropolia petersburska – jedna z metropolii Rosyjskiego Kościoła Prawosławnego. W jej skład wchodzą cztery eparchie: eparchia petersburska, eparchia wyborska, eparchia gatczyńska oraz eparchia tichwińska.
Erygowana przez Święty Synod Rosyjskiego Kościoła Prawosławnego w marcu 2013.

## Metropolici petersburscy i ładoscy (od czasu utworzenia metropolii)
- 2013–2014 – Włodzimierz (Kotlarow)
- od 2014 – Warsonofiusz (Sudakow)[1]